# Mónaco en los Juegos Olímpicos de Nagano 1998
Mónaco estuvo representado en los Juegos Olímpicos de Nagano 1998 por cuatro deportistas masculinos que compitieron en bobsleigh.
El portador de la bandera en la ceremonia de apertura fue el piloto de bobsleigh Gilbert Bessi. El equipo olímpico monegasco no obtuvo ninguna medalla en estos Juegos.